# Pronima
Pronima var ett design- och konceptutvecklingsföretag som startades i början av 1990-talet av Kenneth Magnusson. 
Pronima växte sedan till Sveriges största design- och konstruktionsföretag med inriktning på industriell design. Pronima såldes 1999 till WM-data. Med Pronima i spetsen startade WM-data Caran Design.